# Gadungan (Wedi)
Gadungan is een bestuurslaag in het regentschap Klaten van de provincie Midden-Java, Indonesië. Gadungan telt 1466 inwoners (volkstelling 2010).